# Черемичкинское сельское поселение
Череми́чкинское се́льское поселе́ние — муниципальное образование в Топкинском районе Кемеровской области. Административный центр — село Черемичкино.

## История
Черемичкинское сельское поселение образовано 17 декабря 2004 года в соответствии с Законом Кемеровской области № 104-ОЗ.

## Население
| 2010  | 2011  | 2012  | 2013  | 2014  | 2015  | 2016  |
| ----- | ----- | ----- | ----- | ----- | ----- | ----- |
| 1082  | →1082 | ↘1076 | ↘1042 | ↘1027 | ↘1020 | ↗1021 |
| 2017  | 2018  | 2019  |       |       |       |       |
| ↘1003 | ↘989  | ↘988  |       |       |       |       |

## Состав сельского поселения
| № | Населённый пункт | Тип населённого пункта       | Население |
| - | ---------------- | ---------------------------- | --------- |
| 1 | 130 км           | разъезд                      | 47        |
| 2 | 137 км           | разъезд                      | 16        |
| 3 | Пинигино         | деревня                      | 233       |
| 4 | Уньга            | деревня                      | 39        |
| 5 | Черемичкино      | село, административный центр | 747       |